# آمازون‌ها (فیلم ۱۹۱۷)
«آمازون‌ها» (انگلیسی: The Amazons (1917 film)) یک فیلم به کارگردانی جوزف کافمن است که در سال ۱۹۱۷ منتشر شد. از بازیگران آن می‌توان به مارگریت کلارک اشاره کرد.